# Natação no Campeonato Mundial de Esportes Aquáticos de 2022 - 50 m costas feminino
A prova dos 50 metros costas feminino da natação no Campeonato Mundial de Esportes Aquáticos de 2022 ocorreu nos dias 21 e 22 de junho, em Budapeste, na Hungria.

## Recordes
Antes desta competição, os recordes mundiais e do campeonato nesta prova eram os seguintes:
| Tipo                  | Atleta    | Tempo  | Local   | Data                 |
| --------------------- | --------- | ------ | ------- | -------------------- |
|                       | Liu Xiang | 26s 98 | Jacarta | 21 de agosto de 2018 |
| Recorde do campeonato | Zhao Jing | 27s 06 | Roma    | 30 de julho de 2009  |

## Medalhistas
| Ouro              | Prata                   | Bronze              |
| Kylie Masse (CAN) | Katharine Berkoff (USA) | Analia Pigrée (FRA) |

## Cronograma
Todos os horários são locais (UTC+2). 
| Data        | Hora  | Evento        |
| ----------- | ----- | ------------- |
| 21 de junho | 09:00 | Eliminatórias |
| 21 de junho | 18:37 | Semifinal     |
| 22 de junho | 18:30 | Final         |

## Resultados

### Eliminatórias
Esses foram os resultados das eliminatórias. A prova foi realizada no dia 21 de junho com início às 09:00. 
| Pos. | Bateria | Raia | Nadadora                    | Nacionalidade             | Tempo | Notas |
| ---- | ------- | ---- | --------------------------- | ------------------------- | ----- | ----- |
| 1    | 4       | 5    | Kylie Masse                 | Canadá                    | 27.26 | Q     |
| 2    | 3       | 4    | Katharine Berkoff           | Estados Unidos            | 27.49 | Q     |
| 3    | 4       | 3    | Ingrid Wilm                 | Canadá                    | 27.55 | Q     |
| 4    | 3       | 5    | Regan Smith                 | Estados Unidos            | 27.70 | Q     |
| 5    | 2       | 5    | Analia Pigrée               | França                    | 27.75 | Q     |
| 6    | 2       | 6    | Medi Harris                 | Reino Unido               | 27.83 | Q     |
| 7    | 3       | 3    | Silvia Scalia               | Itália                    | 27.86 | Q     |
| 8    | 2       | 4    | Kaylee McKeown              | Austrália                 | 27.94 | Q     |
| 9    | 4       | 8    | Chen Jie                    | China                     | 27.95 | Q     |
| 10   | 2       | 3    | Maaike de Waard             | Países Baixos             | 28.04 | Q     |
| 11   | 4       | 6    | Mimosa Jallow               | Finlândia                 | 28.06 | Q     |
| 12   | 4       | 2    | Theodora Drakou             | Grécia                    | 28.12 | Q     |
| 13   | 4       | 4    | Kira Toussaint              | Países Baixos             | 28.17 | Q     |
| 14   | 3       | 7    | Simona Kubová               | Chéquia                   | 28.37 | Q     |
| 15   | 4       | 1    | Lee Eun-ji                  | Coreia do Sul             | 28.38 | Q     |
| 16   | 2       | 2    | Paulina Peda                | Polónia                   | 28.47 | Q     |
| 17   | 2       | 7    | Lora Komoróczy              | Hungria                   | 28.49 |       |
| 18   | 3       | 2    | Julie Kepp Jensen           | Dinamarca                 | 28.50 |       |
| 19   | 3       | 6    | Caroline Pilhatsch          | Áustria                   | 28.54 |       |
| 20   | 3       | 1    | Andrea Berrino              | Argentina                 | 28.56 |       |
| 21   | 4       | 7    | Louise Hansson              | Suécia                    | 28.67 |       |
| 22   | 3       | 8    | Stephanie Au                | Hong Kong                 | 28.70 |       |
| 23   | 2       | 1    | Olivia Nel                  | África do Sul             | 29.06 |       |
| 24   | 4       | 0    | Alexia Sotomayor            | Peru                      | 29.72 |       |
| 25   | 3       | 0    | Donata Katai                | Zimbabwe                  | 29.81 |       |
| 26   | 4       | 9    | Hsu An                      | Taipé Chinesa             | 30.46 |       |
| 27   | 2       | 8    | Masniari Wolf               | Indonésia                 | 30.48 |       |
| 28   | 3       | 9    | Marie Khoury                | Líbano                    | 30.57 |       |
| 29   | 2       | 0    | Mia Blazhevska Eminova      | Macedônia do Norte        | 30.61 |       |
| 30   | 1       | 3    | Noor Taha                   | Bahrein                   | 31.38 |       |
| 31   | 1       | 8    | Enkh-Amgalangiin Ariuntamir | Mongólia                  | 31.95 |       |
| 32   | 1       | 6    | Lucia Ruchti                | Atleta suspenso pela FINA | 32.33 |       |
| 33   | 2       | 9    | Jovana Kuljača              | Montenegro                | 32.74 |       |
| 34   | 1       | 4    | Denise Donelli              | Moçambique                | 32.76 |       |
| 35   | 1       | 1    | Aynura Primova              | Turquemenistão            | 32.91 |       |
| 36   | 1       | 5    | Avice Meya                  | Uganda                    | 32.94 |       |
| 37   | 1       | 2    | Ariel Rodrigues             | Guiana                    | 33.18 |       |
| 38   | 1       | 7    | Hamna Ahmed                 | Maldivas                  | 34.53 |       |
| 39   | 1       | 0    | Kayla Temba                 | Tanzânia                  | 39.30 |       |

### Semifinal
Esses foram os resultados das semifinais. A prova foi realizada no dia 21 de junho com início às 18:37.
| Pos. | Bateria | Raia | Nadadora          | Nacionalidade  | Tempo | Notas |
| ---- | ------- | ---- | ----------------- | -------------- | ----- | ----- |
| 1    | 2       | 4    | Kylie Masse       | Canadá         | 27.22 | Q     |
| 2    | 2       | 3    | Analia Pigrée     | França         | 27.29 | Q,    |
| 2    | 1       | 5    | Regan Smith       | Estados Unidos | 27.29 | Q     |
| 4    | 2       | 5    | Ingrid Wilm       | Canadá         | 27.39 | Q     |
| 5    | 1       | 4    | Katharine Berkoff | Estados Unidos | 27.40 | Q     |
| 6    | 1       | 6    | Kaylee McKeown    | Austrália      | 27.58 | Q     |
| 7    | 2       | 1    | Kira Toussaint    | Países Baixos  | 27.69 | Q     |
| 8    | 1       | 3    | Medi Harris       | Reino Unido    | 27.72 | DES   |
| 8    | 2       | 6    | Silvia Scalia     | Itália         | 27.72 | DES   |
| 10   | 1       | 2    | Maaike de Waard   | Países Baixos  | 27.77 |       |
| 11   | 2       | 2    | Chen Jie          | China          | 27.83 |       |
| 12   | 1       | 7    | Theodora Drakou   | Grécia         | 27.99 |       |
| 12   | 2       | 7    | Mimosa Jallow     | Finlândia      | 27.99 |       |
| 14   | 1       | 8    | Paulina Peda      | Polónia        | 28.11 |       |
| 15   | 2       | 8    | Lee Eun-ji        | Coreia do Sul  | 28.26 |       |
| 16   | 1       | 1    | Simona Kubová     | Chéquia        | 28.35 |       |

Desempate
Uma prova extra foi realizada dia 21 de junho às 20:24 para a definição do último finalista.
| Posição | Raia | Nadadora      | Nacionalidade | Tempo | Notas            |
| ------- | ---- | ------------- | ------------- | ----- | ---------------- |
| 1       | 4    | Medi Harris   | Reino Unido   | 27.56 | Q                |
| 2       | 5    | Silvia Scalia | Itália        | 27.65 | Recorde nacional |

### Final
A final foi realizada em 22 de junho às 18:30. 
| Pos.              | Raia | Nadadora          | Nacionalidade  | Tempo | Notas |
| ----------------- | ---- | ----------------- | -------------- | ----- | ----- |
| Medalha de ouro   | 4    | Kylie Masse       | Canadá         | 27.31 |       |
| Medalha de prata  | 2    | Katharine Berkoff | Estados Unidos | 27.39 |       |
| Medalha de bronze | 3    | Analia Pigrée     | França         | 27.40 |       |
| 4                 | 6    | Ingrid Wilm       | Canadá         | 27.43 |       |
| 5                 | 5    | Regan Smith       | Estados Unidos | 27.47 |       |
| 5                 | 7    | Kaylee McKeown    | Austrália      | 27.47 |       |
| 7                 | 8    | Medi Harris       | Reino Unido    | 27.72 |       |
| 8                 | 1    | Kira Toussaint    | Países Baixos  | 27.80 |       |

Legenda
| Recorde mundial       | Recorde mundial (World record)               |                       | Recorde africano                      | Recorde africano (African) |                                           | Q | Classificado por posição (Qualified) |
| Recorde do campeonato | Recorde do campeonato (Championship record)  | Recorde da América    | Recorde da América (Americas)         | q                          | Classificado por melhor tempo (Qualified) |   |                                      |
| Melhor marca do ano   | Melhor marca do ano (World leading)          | Recorde asiático      | Recorde asiático (Asian)              | DNS                        | Não largou (Did not start)                |   |                                      |
| Recorde nacional      | Recorde nacional (National record)           | Recorde europeu       | Recorde europeu (European)            | DNF                        | Não terminou (Did not finish)             |   |                                      |
| Recorde pessoal       | Recorde pessoal do atleta (Personal best)    | Recorde da Oceania    | Recorde da Oceania (Oceania)          | DSQ / DQ                   | Desclassificado (Disqualified)            |   |                                      |
| Recorde da temporada  | Recorde da temporada do atleta (Season best) | Recorde sul-americano | Recorde sul-americano (South America) | NM                         | Sem marca (No mark)                       |   |                                      |